# Isabelle Cochet
Pour les articles homonymes, voir Cochet.
Isabelle Cochet, née en 1972 à Dinan, est une coloriste de bande dessinée.

## Biographie
Isabelle Cochet est titulaire d'une licence Arts Plastiques, obtenue à l’université de Rennes II.

## Ouvrages
- Angus Powderhill (Les Humanoïdes Associés) ; scénario Luc Brunschwig ; dessins Vincent Bailly ; couleurs Isabelle Cochet
- L'Argentine (Futuropolis) ; scénario Andreas ; dessins Andreas ; couleurs Isabelle Cochet (2019)[1],[2]
- Capricorne (Le Lombard, collection Troisième vague) ; scénario et dessins Andreas; couleurs Andreas, Isabelle Cochet
- Chaabi : La Révolte (Futuropolis ; scénario Richard Marazano, dessins Xavier Delaporte; couleurs Isabelle Cochet 
  - Chaabi : La Révolte. 1  (2007) [3],[4]
  - Chaabi : La révolte. 2  (2009) [5]
  - Chaabi : La révolte. 3  (2011)
- Chevalier Malheur (Delcourt, collection Terres de Légendes) ; scénario Pascal Bertho ; dessins Stéphane Duval ; couleurs Isabelle Cochet
  - La chanson (2002)[6]
  - Citadelle (2003)
- Janet Jones photographe (Delcourt, collection Conquistador) ; scénario Dieter ; dessins Stéphane Duval ; couleurs Isabelle Cochet
- Lunatiks (Delcourt, collection Conquistador) ; scénario David Chauvel ; dessins Stevan Roudaut ; couleurs Isabelle Cochet
- Makabi (Dupuis, collection Repérages) (2007)[7] ; scénario Luc Brunschwig ; dessins Olivier Neuray ; couleurs Isabelle Cochet
- Quaterback (Delcourt, collection Sang Froid) ; scénario David Chauvel ; dessins Malo Kerfriden ; couleurs Isabelle Cochet
- Quintos, (Dargaud, collection Long Courrier, 2006)[8], scénario et dessin d'Andreas, couleurs d'Isabelle Cochet

## Prix
- 2008 : Chaabi, la révolte reçoit le prix du meilleur album interfestival à Chambéry[9]